# مقبرة مونمارتر (باريس)
مقبرة مونمارتر (بالفرنسية: Cimetière de Montmartre) أو المقبرة الشمالية هي معلم باريسي مهم جداً. تم افتتاح مقبرة مونمارتر في 1 يناير/ كانون الثاني 1825.
قامت مدينة باريس في عام 2012 بدراسة لتعزيز المناظر الطبيعية وحماية التراث في حي مونمارتر ولا سيما المقبرة. وهذه الدراسة أدت إلى تصنيف الموقع كموقع تاريخي على نفس النموذج الذي اعتمد من أجل مقبرة بير لاشيز.
هي واحدة من المعالم الأثرية في باريس. كما أنها تعتبر كأحد المعالم السياحية والمواقع الأثرية في باريس.

## مشاهير دفنوا بالمقبرة

### أ
- آري شيفر هو رسام هولندي فرنسي ولد عام 1795 في هولندا وتوفي في 1858 ولوحاته موجودة في المتاحف الهولندية.

### ب
- بير كاردان (7 يوليو 1922 - 29 ديسمبر 2020[2]) مصمم أزياء فرنسي إيطالي.

### ج
- جاك أوفنباخ (1819 ـ 1880): ملحن ومؤلف موسيقي فرنسي من أصل بروسي.

### د
- داليدا (1933 ـ 1987): فنانة ومغنية إيطالية مصرية ولدت في شبرا في مصر لأبوين من المهاجرين وتعود أصولهما إلى جزيرة كالابريا في جنوب إيطاليا.

### س
ستندال (1783-1842) : روائي فرنسي. اسمه الحقيقي ماري هنري بيل يُعتبر أحد أبرز وجوه الأدب الفرنسي في القرن التاسع عشر.

### ف
- فاسلاف نغينسكاي (1889 ـ 1950): هو راقص باليه ومنظم حركات رقص روسي من أصل بولندي،

### هـ
- هيكتور بيرليوز (11 ديسمبر 1803 ـ 8 مارس 1869): مؤلف موسيقى فرنسي.
- هاينرش هاينه (1797 ـ 1856): شاعر وناقد وصحفي ألماني شهير ويعد من أهم الشعراء الألمان الرومانسيين.